# Банкеровые
Банкеровые (лат. Bankeraceae) — семейство грибов, входящее в порядок Телефоровых (Thelephorales).

## Описание
- Плодовые тела однолетние, шляпконожечные, мясистые или деревянистые.
- Шляпка у большинства видов белого или коричневатого цвета, реже жёлтая или красная, у молодых грибов иногда бархатистая, с возрастом у некоторых видов растрескивается. Гименофор трубчатый, шиповатый или складчатый, обычно белого, серого или кремового цвета, у некоторых видов сиреневатый или буроватый.
- Ножка центральная или эксцентрическая.
- Споры шаровидной или эллиптической формы, бесцветные или буроватые, покрытые шипиками или бородавками, неамилоидные. Базидии булавовидной формы, четырёхспоровые. Цистиды присутствуют не у всех видов.

## Экология
Представители семейства являются сапротрофами или микоризообразователями, произрастают большей частью с деревьями из семейств сосновых и буковых.

## Таксономия
Банкеровые с филогенетической точки зрения представляют собой хорошо ограниченную кладу телефоровых грибов.

### Синонимы
- Boletopsidaceae Bondartsev & Singer ex Jülich, 1981
- Sarcodontaceae Bondartsev & Singer, 1983

### Роды
- Bankera Coker & Beers ex Pouzar, 1955 — Банкера
- Boletopsis Fayod, 1889 — Болетопсис
- Corneroporus T. Hatt., 2001
- Hydnellum P. Karst., 1879 — Гиднеллум
- Phellodon P. Karst., 1881 — Феллодон
- Sarcodon Quél. ex P. Karst., 1881 — Саркодон